# Chapelle Saint-Vincent de Saint-Laurent-d'Agny
Pour les articles homonymes, voir Chapelle Saint-Vincent.
 (avril 2025).
La chapelle Saint-Vincent est un édifice religieux affecté au culte catholique situé sur la commune de Saint-Laurent-d'Agny, dans le département du Rhône.
Cette chapelle fait l’objet d’un classement au titre des monuments historiques depuis le 17 août 1945.

## Situation et origine du site
Culminant à 480 m d’altitude, la colline de Saint-Vincent domine le village de Saint-Laurent-d'Agny. Elle se situe sur l’un des derniers contreforts du Massif Central, face à la vallée du Rhône et, au loin, la chaîne des Alpes.
Sur ce promontoire est implantée la chapelle Saint Vincent qui s’élève, tel un sphinx gardant l'accès au site. C'est un lieu de culte très ancien remontant au néolithique, attesté par les mégalithes alentour en roches noires dont certains comportent des cupules ou des bassins. D’autres sont aménagés en direction de l'Est. En contrebas de la chapelle,une pierre plate grossièrement dégrossie est appelée maintenant :  
« La pierre qui guérit ».
Pour la petite histoire : en 1978 un groupe de géobiologues de la région Auvergne est venu étudier le site.
L'un d'entre eux dit alors : « Si un jour on se sent malade ou fatigué, il faut s’allonger sur cette pierre pour se régénérer ». Propos étonnant quand on sait que jadis les parents interdisaient à leurs enfants de jouer sur ces pierres mystérieuses qui inspiraient crainte et méfiance. Pierres maléfiques ou bienfaitrices ?  A chacun de se forger son opinion …
Les tribus celtes Ségusiaves prirent ensuite possession du  lieu, puis les Romains avant le premier siècle de notre ère. Plus tard vînt l'époque de l’Ager Goffiacensis et enfin sous Charlemagne les chrétiens s’installent  (La paroisse est mentionnée dans le cartulaire de l'Abbaye de Savigny au Xe siècle).
On peut donc supposer qu'une église carolingienne existait à cette époque, ce qui n'est confirmé par aucun écrit. On dispose seulement de quelques traces architecturales sur l'église actuelle qui fut construite au XIe siècle.
A l'Ouest un tilleul majestueux complète le site, entre profane et sacré, il est classé par la  FRAPNA .

## Historique
La chapelle date dans ses parties anciennes du XIe siècle ; elle est assise sur une veine rocheuse et dédiée à Saint Vincent de Saragosse, patron des vignerons.  
La paroisse de Saint Vincent d'Agny précède celle de Saint Laurent d'Agny qui apparaît avec le village de Saint-Laurent  au XIIIe siècle. Saint Vincent d’Agny est alors rétrogradé au statut de simple chapelle, et devient paroisse annexe de Saint Laurent.
Pendant la Guerre de Cent Ans la vie des paysans était très dure ; la peste noire faisait des ravages, les récoltes étaient mauvaises, voire inexistantes, la mortalité très élevée. C'est alors, qu'après le Traité de Brétigny en 1360, les mercenaires qui combattaient pour le roi de France ou le roi d'Angleterre, se retrouvèrent libérés et par voie de conséquence, sans revenus. Ils s'organisèrent alors en bandes de pillards qui écumaient le pays. On les appelait  les « Grandes Compagnies », avec des sous groupes nommés les écorcheurs, les routiers, les fils de Bélial...etc Dans la région c’étaient les Tard-Venus qui sévissaient sous la direction du sinistre Seguin de Badefol, leur base se trouvant à Anse (69). Ils attaquèrent plusieurs villages en descendant vers le Sud le long de la Saône et du Rhône et en 1364 ils firent irruption à Saint Vincent. Les habitants, terrorisés, se réfugièrent dans la chapelle, pensant être protégés. Il n'en fut rien. Les Tard-Venus pénétrèrent à l'intérieur, pillèrent, violèrent, égorgèrent et incendièrent le clocher. Après un tel massacre on ne pouvait plus pratiquer le culte dans cette église qui avait été profanée.
Le pape Urbain V ordonna à l'évêque de Lyon de venir réconcilier la chapelle de Saint Vincent en même temps que l'église voisine de Chaussan qui avait subi le même sort. L'évêque ne put se déplacer et délégua le curé Guillaume Beci de Saint- Genis-Laval (69) qui vint en 1365 célébrer la cérémonie de réconciliation (Acte conservé à la Bibliothèque Nationale à Paris). On peut avancer l'hypothèse que l'autel qui fait office de seuil  devant la porte Sud a été déposé à cet endroit à la suite de ces terribles événements. En effet, ayant aussi été profané, il fallait le déplacer mais sans l’éloigner de son lieu de consécration originel.
Après cet épisode dramatique le clocher fut reconstruit et le rôle de la chapelle en tant qu'annexe de la paroisse de Saint Laurent fut diminué. Elle ne servit plus que pour quelques offices. Une ancienne chronique nous relate un fait divers qui traduit bien l'esprit des habitants. À la suite des exactions des Tard-Venus, deux mercenaires anglais qui faisaient partie de la bande de Seguin de Badefol erraient dans les environs de Rochefort, hameau de Saint-Martin-en- Haut (69). Ils furent reconnus, arrêtés et noyés. Justice était rendue, expéditive et sans appel ! 
Pendant la Révolution française, après avoir été mise en vente comme bien national, la Chapelle Saint Vincent fut rachetée aux enchères en 1792 par un collectif de 27 paroissiens et rendue au culte sous certaines conditions. Quelques prêtres réfractaires, tel le curé Peyzaret, en profitèrent, au péril de leur vie, pour y célébrer des messes clandestines ou administrer des sacrements
Classée monument historique en 1945, restaurée en 1956, elle retrouva son aspect  d'origine. La porte Ouest, qui avait été murée, sans doute pour permettre la construction d'une tribune à l'intérieur, fut rouverte, l'autel baroque enlevé et remplacé par un autel en pierre qui proviendrait de l’ancienne église de Montagny (69).
Les enduits disparurent afin de valoriser la voûte, les arcatures et la coupole. Aujourd’hui le site attire une population hétérogène : des géobiologues désireux de comprendre les phénomènes ondulatoires du site, puissants si l'on en croit leurs conclusions, des  promeneurs, randonneurs,  cavaliers, cyclistes mais aussi beaucoup d'amateurs d’art roman, comblés de découvrir une église si pure, si bien conservée, où tous les détails sont facilement accessibles. Retrouvant  la vocation initiale et cultuelle du lieu, on croise des personnes qui viennent pour prier, se recueillir, méditer et se rapprocher de Dieu.
A titre anecdotique, quelques séquences de films ont été tournées sur le site : un épisode de « Ils partiront dans l'ivresse », un téléfilm de FR3 « Mort d’un conquérant » ou encore un épisode de « Louis la Brocante » en 1995 car le site est idéal. Il est facile de l'isoler et il n’y pas de pollution visuelle ou lumineuse.

## Architecture

### Extérieur
Avant de visiter un monument, il est recommandé de commencer par en faire le tour afin de visualiser son implantation, remarquer les détails qui permettront de mieux comprendre l'intérieur. Observer la façade Ouest pour commencer. Très sobre  on y remarque simplement une porte étroite, décentrée  par rapport à l'oculus situé sur le pignon. Seule une croix domine  l'ensemble du toit nous rappelant que nous sommes face à une église. Continuer par le Nord: deux petites fenêtres seulement sont visibles et  trois contreforts renforcent le mur sur cette façade.
Descendre  à l'Est. Lever la tête pour observer le clocher qui se dresse vers le ciel, nous ne sommes plus dans l'horizontalité mais dans la verticalité. En dessous le chevet semi circulaire  est couvert de lauzes et repose sur un gros bloc orthogonal, une fenêtre axiale le complète.
Se placer maintenant sur l'ancien cimetière, devant la façade Sud.
Les trois volumes principaux laissent deviner l'intérieur :
- rectangulaire pour la nef,  épaulée par  deux contreforts (un troisième a été supprimé à une date inconnue), 
- carré pour le transept, 
- et semi circulaire pour le chevet.
Une gargouille sous le forget du toit n'a plus qu'une fonction de ventilation. Le clocher quadrangulaire assis sur deux appentis est typique des clochers du Lyonnais- Forez.
Il est composé de deux étages :
- l'un aveugle (qui laisse deviner une coupole à l'intérieur),
- l'autre, supérieur, percé de baies géminées sur chaque face  abrite la « Chambre des cloches » (il n y en a qu'une, inutilisée, car en très mauvais état).
Sur les cotés Est et Sud en dessous du larmier on peut découvrir deux croix dites celtiques inscrites chacune dans un cercle, sans doute un réemploi, peut-être la représentation de la rouelle gauloise, voire une roue de char romain.
On remarque la fenêtre typiquement romane qui se situe sur la nef avec son ébrasement important et ses dimensions restreintes, alors que celle correspondant au transept a probablement été remaniée au XVe siècle et n'est pas de même facture.
Enfin, revenir sur la porte Sud qui ouvre sur l’ancien cimetière où se trouvent encore environ 200 défunts ensevelis. Ce dernier était clos par des murs et une grille d'entrée qui a disparu. Le mur Ouest a été partiellement ouvert lors de la restauration en 1956. Il avait été auparavant grossièrement entaillé à la pioche pour permettre aux personnes âgées d'éviter les rudes escaliers qui rendaient l'accès difficile.
Cette porte sud est étonnante. Un symbolisme omniprésent reste à découvrir et à interpréter en observant les pierres, les formes, les nombres, les couleurs, etc... Elle est entourée d'un appareillage en blocs de pierres taillées qui diffère des pierres brutes du reste de l'édifice. Elle est surmontée par un linteau en bâtière antérieur au XIe siècle. Un tympan réticulé très rustique en pierres locales et un arc de décharge en briques rouges et pierres blanches alternées apportent une touche décorative et quelques symboles à l'ensemble qui n'est pas sans rappeler les styles romains ou carolingiens.                                                                   

### Intérieur
Dans la chapelle, on découvre la nef rectangulaire, surmontée par une voûte en berceau plein cintre, reposant sur trois arcatures aveugles de chaque côté. Le transept non saillant (on est dans un plan basilical) supporte une coupole sur trompes (lesquelles sont soulignées par des petites tablettes en pierre typiques du style roman auvergnat).
Sur les grosses dalles qui composent le sol on peut distinguer des signes gravés : croix, demi-lune, etc...Trop nombreux pour indiquer des marques de tailleurs  de pierre, ils rappellent  peut être  les nombreuses personnes inhumées ici. On notera l'agencement  énigmatique des pierres noires amphiboliques regroupées en cet endroit.  
Enfin, l'abside en cul de four percée de deux fenêtres, l'une parfaitement orientée plein Est, l'autre sur le côté Sud ouverte    postérieurement représente une anomalie par rapport à la symbolique des  nombres ( 1,3,5,7 fenêtres mais jamais 2 dans une abside). De part et d'autre de l'autel deux niches sont surmontées de croix pattées, réemploi utilisé lors de la restauration de même que le sol couvert de carreaux sur lesquels on peut deviner des dauphins, des grappes de raisins, des lions...
La chapelle est éclairée par six fenêtres et un oculus, portant des vitraux installés en 1956 suivant la technique originale du maître verrier Auguste Labouret. On peut ajouter que la Chapelle est construite suivant les règles du Nombre d'Or, la divine proportion, ce qui lui confère une harmonie parfaite, en fait un véritable athanor qui transmute les âmes et offre une ambiance propice à la méditation et à la prière.

## Statuaire
Saint Vincent
Malgré quelques vols, dégradations ou destructions, on trouve encore la statue de Saint Vincent sur le mur nord face à la porte d’entrée Sud. C'est une statue reliquaire du XVIIe siècle, très endommagée, d’apparence fantomatique, mais qui honore le Saint Patron du lieu. Après Bacchus, elle rappelle l'origine viticole très ancienne de Saint Vincent d'Agny.
Saint Abdon et Saint Sennen
Sur le côté Sud  dans le transept, deux statues en tilleul,  inscrites au patrimoine en 1978 et datées du XVIIe siècle  représentent Saint Abdon et Saint Sennen, saints patrons des tonneliers. Coïncidence ou volonté symbolique, on trouvait Sainte Catherine (statue volée dans les années 60), patronne des Catherinettes, (jeunes filles de 25 ans célibataires) et Saint Abdon, « oracle des mariages » dans la même église...Réminiscences d'un ancien culte ?  
Notre Dame de Bonne Garde      
Sur le coté Nord du transept, on ne peut manquer d'admirer la statue de Notre Dame de Bonne Garde, Vierge en noyer du XVe siècle de style bourguignon classée en 1958. Cette vierge d'une grande douceur, au sourire énigmatique, dégage une impression de tristesse indéfinissable. La position de l'enfant Jésus qui pose sa main sur le cœur de sa mère, interroge : il semble s'échapper pour accomplir son devoir ou bien Marie l'offre au monde ... La Vierge porte un attribut étonnant sur son côté droit : étole, aumônière, manipule ? Cet attribut porte le sceau des Jésuites : J. H. S, (qui existait antérieurement à la création de l'Ordre au XVIe siècle et était un monogramme de guérison ...). Pour l’instant, rien n'est tranché.
La statue fut placée dans la chapelle en 1958 en remplacement d'une Vierge de Lourdes au cours d'une grande cérémonie avec procession à laquelle assistait Monseigneur Igolin, recteur de Fourvière. Elle se trouvait auparavant dans une niche sur l'établissement des Sœurs Saint Charles au village de Saint-Laurent-d’Agny, lieu dit le Cadix. Enfin son nom « Notre Dame de Bonne Garde » lui a été attribué par les habitants en remerciement pour avoir protégé le village pendant la Seconde Guerre Mondiale.
Christ en croix  
Accroché sur l'arcade qui délimite l'abside, ce Christ en croix du XVIIe siècle est en tilleul. C'est un Christ janséniste, difficilement observable (il devrait se trouver sur la poutre de gloire qui n'existe plus). Son corps est effondré et son visage exprime une grande souffrance. Le regard dirigé vers le ciel, il symbolise la vision chrétienne du rachat de l'Homme.

## Traditions
A Saint Vincent, les yeux des jeunes filles qui désiraient connaître le nombre d'années les séparant de leur mariage étaient bandés. On les plaçait face à la statue de Saint Abdon, munies d'une aiguille qu'elles devaient planter dans le pied du saint. Le nombre de tentatives donnait ainsi le nombre d'années recherché. On peut alors s'étonner de la présence de la statue de Sainte Catherine, patronne des "catherinettes", c'est-à-dire les jeunes filles de plus de 25 ans célibataires. Ceci laisse à penser que ce lieu est lié au mariage et à la fécondité depuis des millénaires.
Chaque année, à l'occasion de la fête de Saint Vincent le 22 janvier, une messe est célébrée dans la chapelle le samedi le plus proche de cette date.

## Anecdotes subsidiaires
Un géobiologue a écrit : « Cette chapelle est petite mais elle a tout d'une grande ». Un peintre lyonnais renommé déclarait en réalisant son tableau : « Pour moi elle vaut toutes les cathédrales »... Quel enthousiasme !  Un jour  peut-être quelques nouvelles découvertes viendront compléter cette présentation succincte et jeter un nouvel éclairage sur ce lieu qui depuis de nombreuses années a été l'objet de recherches multiples et variées.